# Tesla Model S
O Model S é um liftback esportivo elétrico produzido pela Tesla e foi lançado nos Estados Unidos em junho de 2012. Segundo a agência EPA, o carro elétrico pode andar 426 km (265 milhas) num único carregamento de seu pack de bateria de 85 kWh, atingindo assim a maior autonomia de qualquer carro elétrico disponível no mundo.
O modelo foi apresentado oficialmente pela Tesla em Hawthorne, California, em 26 de março de 2009.
O modelo foi eleito carro do ano pelo revista Motor Trend em 2013, e alcançou uma classificação de segurança de 5 estrelas da National Highway Traffic Safety Administration dos Estados Unidos.

## Versões
O Tesla Model S conta com 8 versões de luxo que se diferenciam sobretudo pela potência da bateria: 60, 60D, 75, 75D, 85, 90D, 100D e P100D. Esta diferença na potência da bateria influencia vários aspetos do veiculo, como a velocidade máxima, o tempo que o veículo demora a ir dos 0 aos 100 km/h, e a autonomia, entre outros.
| Versão | Bateria | Tração   | Velocidade Máxima | 0 a 100 km/h | Autonomia (NEDC) |
| ------ | ------- | -------- | ----------------- | ------------ | ---------------- |
| 60     | 60 kWh  | Traseira | 210 km/h          | 5.8 segundos | 400 km           |
| 60D    | 60 kWh  | 4 Rodas  | 210 km/h          | 5.4 segundos | 408 km           |
| 75     | 75 kWh  | Traseira | 225 km/h          | 5.8 segundos | 480 km           |
| 75D    | 75 kWh  | 4 Rodas  | 225 km/h          | 5.4 segundos | 490 km           |
| 85     | 85 kWh  | 4 Rodas  | 225 km/h          | 5.6 segundos | 522 km           |
| 90D    | 90 kWh  | 4 Rodas  | 250 km/h          | 4.4 segundos | 557 km           |
| 100D   | 100 kWh | 4 Rodas  | 250 km/h          | 4.4 segundos | 632 km           |
| P100D  | 100 kWh | 4 Rodas  | 250 km/h          | 2.5 segundos | 613 km           |

## Outros veículos elétricos
- Eliica
- Chevrolet Volt
- General Motors EV1
- Nissan Leaf
- Tesla Roadster